# Volhardingspolitiek
De volhardingspolitiek was de politiek die volgde uit de weigering van koning Willem I van Nederland tussen 1830 en 1839 om de Belgische Revolutie te accepteren. Pas met het Verdrag van Londen van 1839 erkende Nederland de Belgische onafhankelijkheid. Het leger bleef in deze periode gemobiliseerd op oorlogssterkte, wat de al grote staatsschuld enorm deed toenemen. De volhardingspolitiek heeft in zowel Nederland als België het nationale bewustzijn versterkt.

## Aanloop
Willem I had gerekend op steun van de grootmachten van het Congres van Wenen van 1815, maar de internationale situatie liet dat niet toe. Groot-Brittannië, Pruisen, Oostenrijk en Rusland besloten daarop in oktober 1830 tot de Conferentie van Londen, waar ook de voormalige vijand Frankrijk werd uitgenodigd. Het voornaamste doel was te voorkomen dat dit conflict uit zou groeien tot een nieuwe Europese oorlog. Daarna werd in januari 1831 door de Conferentie besloten dat België eeuwigdurend neutraal zou zijn en dat de grenzen van voor 1790 hersteld zouden worden. Het Nationaal Congres van België was hier zwaar op tegen, aangezien dit Limburg en Luxemburg terug zou brengen onder Willem I, terwijl deze gebieden zich grotendeels bij de afscheiding hadden aangesloten.

## Volharding
Daarop werden in juni 1831 de achttien artikelen voorgesteld, die voor het Congres wel aanvaardbaar waren. Voor Willem I waren deze voorwaarden in tegenstelling tot die van januari echter niet aanvaardbaar. In augustus 1831 rukte het Nederlandse leger zonder veel tegenstand op naar Brussel tijdens de Tiendaagse Veldtocht. Nadat een Frans leger de grens overstak, trok Willem I zijn troepen, die al voor Leuven stonden, terug. Wel verkreeg Willem I gunstiger voorwaarden met de vierentwintig artikelen van oktober 1831, maar deze sloeg hij af. Willem I wachtte daarna tot de omstandigheden zich in zijn voordeel zouden wijzigen. Hij vestigde zijn hoop onder meer op de orangisten in België, een machtswissel in Groot-Brittannië van de liberale Whigs naar de conservatieve Tories en een nieuwe Europese oorlog. Dat laatste was niet onwaarschijnlijk door onder meer de Franse interventie in Italië in 1832 en de Carlistenoorlog van 1834-1837. Willem I droeg bij aan dit oorlogsrisico door met militair ingrijpen te dreigen, toen de Britten en Fransen in 1832 de ontruiming van de Citadel van Antwerpen eisten.

## Isolement
Na 1832 richtte Willem I zich op de drie conservatieve grootmachten Rusland, Pruisen en Oostenrijk. De Noordse hoven of alliance du Nord hadden zich aanvankelijk afzijdig moeten houden door onlusten in Italië en Polen, maar nadat deze afgelopen waren, steunden zij Willem. Dit bleek niet voldoende om de kwestie te beslechten en Nederland raakte steeds meer in een isolement. Ook nam de steun van de Nederlandse bevolking voor deze politiek geleidelijk af. De kosten voor de mobilisatie van in het begin 70.000 tot 80.000 man werden deels betaald uit het direct aan de koning vallende 'batig slot' van het cultuurstelsel, maar de oncontroleerbare financiële politiek riep steeds meer weerstand op. Ook hield Willem I elke wijziging tegen die een erkenning van België in zou kunnen houden, wat zeer nadelig was voor de handelspolitiek.
Willem I stemde in 1838 onder druk van de Staten-Generaal onverwacht met de afscheiding in. De Belgen gingen hier nu op hun beurt niet mee akkoord. In de jaren daarvoor hadden zij Limburg en Luxemburg bestuurd en zij wilden dit niet opgeven. De sinds 1833 niet meer actieve Conferentie van Londen werd heropend waar onderhandeld werd over deze twee gebieden en de opening van de Schelde. In 1839 kwam men tot het Verdrag van Londen, waarbij Willem I groothertog bleef van het voornamelijk Duitstalige deel van Luxemburg en het oostelijk deel van Limburg met de Maas als scheidingslijn, aan Nederland toeviel. Voor de Schelde werd een vrije doorvaart gegarandeerd, maar er kwam wel een tol op de vaart naar Antwerpen.